# David Rockefeller
David Rockefeller (ur. 12 czerwca 1915 w Nowym Jorku, zm. 20 marca 2017 w Pocantico Hills) – amerykański przemysłowiec, zwany był „królem nafty”, gdyż poprzez swoje firmy był większościowym udziałowcem Chevron i ExxonMobil (wcześniej pod nazwą Standard Oil). Jego majątek w momencie śmierci szacowano na około 3 mld dolarów, ale ze względu na strukturę aktywów kontrolowanych przez fundusze Rockefeller Brothers Fund i Fundację Rockefellera prawdziwa wartość jest nieznana. Jeden z pomysłodawców utworzenia kompleksu World Trade Center w Nowym Jorku.

## Życiorys
Był synem Johna D. Rockefellera młodszego i wnukiem Johna D. Rockefellera – wielkich potentatów przemysłu paliwowego. Urodził się w Nowym Jorku, przy 10 West 54th Street; w willi swojego ojca, który zgromadził w niej duże ilości zabytków historycznych. W dzieciństwie spędzał wiele czasu w ogromnej rodzinnej posiadłości Pocantico. W 1936 r. ukończył studia na Uniwersytecie Harvarda, a 4 lata później uzyskał tytuł doktora nauk humanistycznych Uniwersytetu Chicagowskiego za pracę doktorską pt. Unused Resources and Economic Waste (Niewykorzystane zasoby i odpady gospodarcze).
Podczas II wojny światowej służył w wywiadzie wojskowym we Francji i w Afryce Północnej. W latach 1949–1985 był dyrektorem Council on Foreign Relations (CFR), która w 1921 r. wyodrębniła się z brytyjskiego Królewskiego Instytutu Spraw Międzynarodowych. Jednak przed tym brał udział w obradach tej organizacji w latach 1946–1947 jako sekretarz Grupy Studyjnej CFR w sprawie odbudowy Europy Zachodniej. Skutkiem tego był znany z historii Plan Marshalla. W 1946 r. wszedł w skład personelu Chase National Bank, który w 1955 r. przekształcił się w Chase Manhattan Bank. W latach 1969–1981 był prezesem i dyrektorem wykonawczym (do 1980 r.) tego banku, który obecnie nosi nazwę JPMorgan Chase & Co. W 1981 r. został członkiem Międzynarodowego Komitetu Doradczego banku. Wraz ze Zbigniewem Brzezińskim założył w 1973 r. Komisję Trójstronną. David Rockefeller był honorowym prezesem Council on Foreign Relations.
Pracował jeszcze w wieku 101 lat. Zmarł we śnie 20 marca 2017 roku z powodu niewydolności serca.

### Rodzina
Ożenił się z Margaret „Peggy” McGrath (28 września 1915 – 26 marca 1996) 7 września 1940 roku. Margaret była córką prominentnego partnera firmy prawniczej z Wall Street. Mieli 6 dzieci oraz, od 2002 roku, 10 wnucząt.
- David Rockefeller Jr.(inne języki) (ur. 24 lipca 1941) – prezes Rockefeller Financial Services; członek zarządu Fundacji Rockefellera; były prezes Rockefeller Brothers Fund i Rockefeller & Co., Inc., i wielu innych instytucji rodziny Rockefellerów.
- Abigail Aldrich „Abby” Rockefeller(inne języki) (ur. 1943) – ekonomistka i feministka. Najstarsza i najbardziej buntownicza córka, zainspirowana marksizmem wspierała działania Fidela Castro, w późnych latach 1960–1970 radykalna feministka[4] należąca do organizacji Wyzwolenia Kobiet, później formując odłam Cell 16[5]. Jako ekolożka i działaczka na rzecz ochrony przyrody aktywnie wspierała Ruch Wyzwolenia Kobiet (women’s liberation movement).
- Neva Rockefeller(inne języki) (ur. 1944) – ekonomistka i filantropka. Była dyrektorką prywatnej, amerykańskiej instytucji działającej na Uniwersytecie Tufts Global Development and Environment Institute; członkinią zarządu i wiceprzewodniczącą Rockefeller Brothers Fund oraz dyrektorką Rockefeller Philanthropy Advisors.
- Margaret Dulany „Peggy” Rockefeller(inne języki) (ur. 1947) – założycielka Instytutu Synergos w 1986 roku; członkini Council on Foreign Relations; zasiadała w Komitecie Doradczym w Centrum Davida Rockefellera na rzecz Studiów Ameryki Łacińskiej na Uniwersytecie Harvarda.
- Richard Gilder Rockefeller (20 stycznia 1949 – 13 czerwca 2014[6]) – lekarz i filantrop; Przewodniczący amerykańskiego komitetu doradczego w międzynarodowej organizacji pomocowej Lekarze bez Granic; Członek zarządu i przewodniczący Rockefeller Brothers Fund.
- Eileen Rockefeller(inne języki) (ur. 1952) – filantropka specjalizująca się w przedsięwzięciach wysokiego ryzyka; Przewodnicząca założycielka Rockefeller Philanthropy Advisors(inne języki), instytucji utworzonej w Nowym Yorku w 2002 roku.

## Publikacje
- Unused Resources and Economic Waste, Doctoral dissertation, University of Chicago Press, 1941;
- Creative Management in Banking, „Kinsey Foundation Lectures” series, New York: McGraw-Hill, 1964;
- New Roles for Multinational Banks in the Middle East, Cairo, Egypt: General Egyptian Book Organization, 1976;
- Memoirs. New York: Random House, 2002. ISBN 0-679-40588-7. Brak numerów stron w książce